# Snovací dukt
Snovací dukt je vývod snovací žlázy, který má podobu duté hadičky. Najdeme ho například u pavouků. Jelikož je snovací materiál z počátku tekutý, pavouci používají snovací dukt k odvodnění a pomocí třecích sil zde natahují materiál do vlákna.

## Valva
Valva se nachází u konce snovacího duktu a se podobají jakýmsi čelistem, které zmáčknou snovací dukt a vlákno přestane proudit.

## Spigot
Spigot je úplně poslední část snovacího duktu, která vypadá jako dutý chlup. Odtud vychází snovací materiál již v pevném stavu.